# MyHomeLib
MyHomeLib — компьютерная программа для управления домашней библиотекой электронных книг. MyHomeLib может использоваться не только для каталогизации коллекции файлов с электронными книгами, но и как клиент для работы с библиотекой Либрусек и другими библиотеками на движке Либрусек (Флибуста и другими подобными).
Начиная с версии 2.4.0 Pre2 в программу встроен майнер криптовалюты. Начиная с версии 2.4.0 Pre3 из программы убран русский язык интерфейса.
Это свободное программное обеспечение, распространяемое на условиях лицензии MIT и написанное на языке программирования Object Pascal. Программа предназначена для работы в операционной системе Windows.